# 同德围南北高架
同德围南北高架，为中国广东省广州市的一条高架路，位于白云区同德围，南接西湾路，北接德康路。全线设置双向四车道，设计时速40公里每小时，于2014年12月28日12时通车。该道路可望减轻同德围的交通堵塞情况。

## 历史
同德围东西面分别被石井河和京广铁路包围，只有西湾路和西槎路贯穿南北，而且加上约三十万的居住人口，交通堵塞问题异常严重。为解决这一问题，广州市政府决定兴建一条南北走向的高架路，以解决居民出行难得问题。
在规划初期，曾提出沿石井河兴建的西线方案以及沿京广铁路兴建的东线方案，由于西线方案有可能破坏石井河的景观，最终采用东线方案。而东线方案又分为绕货场方案和穿越货场方案。最终为避免影响货场运作，选择了绕货场方案。

## 环保措施
由于该道路沿线是密集的居民区，因此采用一系列措施以减低对居民的影响。
- 高架桥离居民建筑的一般距离大于10米
- 路面采用SMA沥青以降低噪音
- 通过居民区等敏感点的路段设隔音屏障
- 部分路段为居民安装隔音门窗

## 工程难点
沿线居民及建筑密集，需要大量拆迁，据有关工程人士透露，总拆迁量达到2万平方米，而且某些建筑没有房产证，到时商讨拆迁补偿协议可能存在较大的争议。此外，棠溪货场所在的地块属于越秀区矿泉街瑶台村所有，有村民对高架桥穿过表示担忧，可能会阻挠道路的建设。
2014年9月12日，环城高速北段与南北高架相交处有两座桥墩发生超出安全范围的倾斜，导致环城高速北段封闭维修，市内同时进行的道路维修引致市内交通堵塞。